# Плей-оф Ліги конференцій УЄФА 2021—2022
Плей-оф Ліги конференцій УЄФА 2021—2022 розпочналося 17 лютого зі стикових матчів та завершиться 25 травня 2022 фіналом на стадіоні «Ейр Албанія» у Тирані (Албанія), де і буде визначено переможця. У плей-оф змагаються 16 команд.
Час вказано в EET/EEST (київський час) (місцевий час, якщо відрізняється, вказано в дужках).

## Розклад
Розклад матчів та жеребкувань наведено у таблиці (усі жеребкування проводяться у штаб-квартирі УЄФА у Ньйоні).
| Раунд         | Дата жеребкування | Перші матчі                                      | Матчі-відповіді                                  |
| ------------- | ----------------- | ------------------------------------------------ | ------------------------------------------------ |
| Стикові матчі | 13 грудня 2021    | 17 лютого 2022                                   | 24 лютого 2022                                   |
| 1/8 фіналу    | 25 лютого 2022    | 10 березня 2022                                  | 17 березня 2022                                  |
| 1/4 фіналу    | 18 березня 2022   | 7 квітня 2022                                    | 14 квітня 2022                                   |
| 1/2 фіналу    | 18 березня 2022   | 28 квітня 2022                                   | 5 травня 2022                                    |
| Фінал         | 18 березня 2022   | 25 травня 2022 на стадіоні «Ейр Албанія», Тирана | 25 травня 2022 на стадіоні «Ейр Албанія», Тирана |

## Формат
Кожна зустріч у плей-оф, окрім фіналу, проходить у двоматчевому форматі — кожна команда грає один з двох матчів на домашньому стадіоні. Команда, яка забила більше голів за підсумком двох матчів, проходить до наступного етапу. Якщо загальний рахунок є рівним, команди грають додатковий час. Якщо по завершенню додаткового часу загальний рахунок залишається рівним, переможець визначається серією післяматчевих пенальті. У фіналі команди грають один матч. Якщо по завершенню основного часу у матчі нічия, команди грають додатковий час, після якого, якщо у матчі досі нічия, пробивають серію пенальті.

Процедура жеребкування для кожного раунду виглядає наступним чином:
- У жеребкуванні стикових матчів 8 других місць групового етапу є сіяними, а 8 команд, що посіли третє місце в групах Ліги Європи — несіяними. Сіяні команди грають з несіяними. Сіяна команда грає вдома у матчі-відповіді. Команди з однієї асоціації не можуть грати між собою.
- У жеребкуванні 1/8 фіналу 8 переможців груп є сіяними, а 8 переможців стикових матчів — несіяними. Сіяні команди грають з несіяними. Сіяна команда грає вдома у матчі-відповіді. Команди з однієї асоціації не можуть грати між собою.
- У жеребкуванні 1/4 фіналу та 1/2 фіналу немає сіяних та несіяних, а також відсутні обмеження, що накладалися в 1/8 фіналу, тобто будь-яка команда може грати з будь-якою іншою. Оскільки жеребкування 1/4 та 1/2 фіналу проводяться разом, не буде відомо, які з команд пройшли до 1/2 фіналу. Також жеребкуванням визначається, переможець якого з півфіналів буде номінальним «господарем» у фіналі (лише адміністративно, оскільки фінал проводиться на нейтральному стадіоні).

До початку сезону 2021-22, УЄФА використовували правило гола, забитого на чужому полі для визначення переможця за нічийного рахунку. Проте 28 травня 2021 року  комітет клубних змагань УЄФА ухвалив рішення про скасування правила виїзного голу, а вже 24 червня Виконавчий комітет УЄФА затвердив скасування цього правила, яке було обґрунтоване зменшенням важливості виїзних голів у сучасному футболі.

## Команди
У плей-оф беруть участь команди 24 команди, з яких 16 — команди, що посіли 1-е та 2-е місця у своїх групах групового етапу, а інші 8 — 3-і місця групового етапу Ліги Європи.

### Представники Ліги конференцій
| Група | 1-е місце (потрапляють до 1/8 фіналу як сіяні) | 2-е місце (потрапляють до стикових матчів як сіяні) |
| ----- | ---------------------------------------------- | --------------------------------------------------- |
| A     | ЛАСК                                           | Маккабі (Тель-Авів)                                 |
| B     | Гент                                           | Партизан                                            |
| C     | Рома                                           | Буде-Глімт                                          |
| D     | АЗ                                             | Раннерс                                             |
| E     | Феєнорд                                        | Славія                                              |
| F     | Копенгаген                                     | ПАОК                                                |
| G     | Ренн                                           | Вітессе                                             |
| H     | Базель                                         | Карабах                                             |

### Представники Ліги Європи
| Група | 3-е місце (потрапляють до стикових матчів як несіяні) |
| ----- | ----------------------------------------------------- |
| A     | Спарта                                                |
| B     | ПСВ                                                   |
| C     | Лестер Сіті                                           |
| D     | Фенербахче                                            |
| E     | Марсель                                               |
| F     | Мідтьюлланн                                           |
| G     | Селтік                                                |
| H     | Рапід                                                 |

## Турнірна сітка
|  |                     |                     |                 |                 |                 |                  |                 |                  |                  |                  |                         |                  |  |  |             |             |            |            |            |  |  |            |            |            |            |            |  |  |       |       |       |
|  | Стикові матчі       | Стикові матчі       | Стикові матчі   | Стикові матчі   | Стикові матчі   |                  |                 | 1/8 фіналу       | 1/8 фіналу       | 1/8 фіналу       | 1/8 фіналу              | 1/8 фіналу       |  |  | 1/4 фіналу  | 1/4 фіналу  | 1/4 фіналу | 1/4 фіналу | 1/4 фіналу |  |  | 1/2 фіналу | 1/2 фіналу | 1/2 фіналу | 1/2 фіналу | 1/2 фіналу |  |  | Фінал | Фінал | Фінал |
|  | Стикові матчі       | Стикові матчі       | Стикові матчі   | Стикові матчі   | Стикові матчі   |                  |                 | 1/8 фіналу       | 1/8 фіналу       | 1/8 фіналу       | 1/8 фіналу              | 1/8 фіналу       |  |  | 1/4 фіналу  | 1/4 фіналу  | 1/4 фіналу | 1/4 фіналу | 1/4 фіналу |  |  | 1/2 фіналу | 1/2 фіналу | 1/2 фіналу | 1/2 фіналу | 1/2 фіналу |  |  | Фінал | Фінал | Фінал |
|  |                     |                     |                 |                 |                 | 10 та 17 березня |                 |                  |                  |                  |                         |                  |  |  |             |             |            |            |            |  |  |            |            |            |            |            |  |  |       |       |       |
|  |                     |                     |                 |                 |                 |                  |                 |                  |                  |                  |                         |                  |  |  |             |             |            |            |            |  |  |            |            |            |            |            |  |  |       |       |       |
|  | 17 та 24 лютого     | 17 та 24 лютого     | 17 та 24 лютого | 17 та 24 лютого | 17 та 24 лютого | Лестер Сіті      | Лестер Сіті     | 2                | 1                | 3                |                         |                  |  |  |             |             |            |            |            |  |  |            |            |            |            |            |  |  |       |       |       |
|  | 17 та 24 лютого     | 17 та 24 лютого     | 17 та 24 лютого | 17 та 24 лютого | 17 та 24 лютого | Лестер Сіті      | Лестер Сіті     | 2                | 1                | 3                | 7 та 14 квітня          |                  |  |  |             |             |            |            |            |  |  |            |            |            |            |            |  |  |       |       |       |
|  | Лестер Сіті         | Лестер Сіті         | 4               | 3               | 7               |                  |                 | Ренн             | Ренн             | 0                | 2                       | 2                |  |  |             |             |            |            |            |  |  |            |            |            |            |            |  |  |       |       |       |
|  | Лестер Сіті         | Лестер Сіті         | 4               | 3               | 7               |                  |                 | Ренн             | Ренн             | 0                | 2                       | 2                |  |  | Лестер Сіті | Лестер Сіті | 0          | 2          | 2          |  |  |            |            |            |            |            |  |  |       |       |       |
|  | Раннерс             | Раннерс             | 1               | 1               | 2               |                  |                 | 10 та 17 березня | 10 та 17 березня | 10 та 17 березня | 10 та 17 березня        | 10 та 17 березня |  |  | Лестер Сіті | Лестер Сіті | 0          | 2          | 2          |  |  |            |            |            |            |            |  |  |       |       |       |
|  | Раннерс             | Раннерс             | 1               | 1               | 2               |                  |                 | 10 та 17 березня | 10 та 17 березня | 10 та 17 березня | 10 та 17 березня        | 10 та 17 березня |  |  | ПСВ         | ПСВ         | 0          | 1          | 1          |  |  |            |            |            |            |            |  |  |       |       |       |
|  | 17 та 24 лютого     | 17 та 24 лютого     | 17 та 24 лютого | 17 та 24 лютого | 17 та 24 лютого | ПСВ              | ПСВ             | 4                | 4                | 8                |                         |                  |  |  | ПСВ         | ПСВ         | 0          | 1          | 1          |  |  |            |            |            |            |            |  |  |       |       |       |
|  | 17 та 24 лютого     | 17 та 24 лютого     | 17 та 24 лютого | 17 та 24 лютого | 17 та 24 лютого | ПСВ              | ПСВ             | 4                | 4                | 8                | 28 квітня та 5 травня   |                  |  |  |             |             |            |            |            |  |  |            |            |            |            |            |  |  |       |       |       |
|  | ПСВ                 | ПСВ                 | 1               | 1               | 2               |                  |                 | Копенгаген       | Копенгаген       | 4                | 0                       | 4                |  |  |             |             |            |            |            |  |  |            |            |            |            |            |  |  |       |       |       |
|  | ПСВ                 | ПСВ                 | 1               | 1               | 2               |                  |                 | Копенгаген       | Копенгаген       | 4                | 0                       | 4                |  |  | Лестер Сіті | Лестер Сіті | 1          | 0          | 1          |  |  |            |            |            |            |            |  |  |       |       |       |
|  | Маккабі (Тель-Авів) | Маккабі (Тель-Авів) | 0               | 1               | 1               |                  |                 | 10 та 17 березня | 10 та 17 березня | 10 та 17 березня | 10 та 17 березня        | 10 та 17 березня |  |  |             |             |            | 0          | 1          |  |  |            |            |            |            |            |  |  |       |       |       |
|  | Маккабі (Тель-Авів) | Маккабі (Тель-Авів) | 0               | 1               | 1               |                  |                 | 10 та 17 березня | 10 та 17 березня | 10 та 17 березня | 10 та 17 березня        | 10 та 17 березня |  |  | Рома        | Рома        | 1          | 1          | 2          |  |  |            |            |            |            |            |  |  |       |       |       |
|  | 17 та 24 лютого     | 17 та 24 лютого     | 17 та 24 лютого | 17 та 24 лютого | 17 та 24 лютого | Буде-Глімт (дч)  | Буде-Глімт (дч) | 2                | 2                | 2                |                         |                  |  |  |             | Рома        | 1          | 1          | 2          |  |  |            |            |            |            |            |  |  |       |       |       |
|  | 17 та 24 лютого     | 17 та 24 лютого     | 17 та 24 лютого | 17 та 24 лютого | 17 та 24 лютого | Буде-Глімт (дч)  | Буде-Глімт (дч) | 2                | 2                | 2                | 7 та 14 квітня          |                  |  |  |             |             |            |            |            |  |  |            |            |            |            |            |  |  |       |       |       |
|  | Селтік              | Селтік              | 1               | 0               | 1               |                  |                 | АЗ               | АЗ               | 1                | 2                       | 3                |  |  |             |             |            |            |            |  |  |            |            |            |            |            |  |  |       |       |       |
|  | Селтік              | Селтік              | 1               | 0               | 1               |                  |                 | АЗ               | АЗ               | 1                | 2                       | 3                |  |  | Буде-Глімт  | Буде-Глімт  | 2          | 0          | 2          |  |  |            |            |            |            |            |  |  |       |       |       |
|  | Буде-Глімт          | Буде-Глімт          | 3               | 2               | 5               |                  |                 | 10 та 17 березня | 10 та 17 березня | 10 та 17 березня | 10 та 17 березня        | 10 та 17 березня |  |  | Буде-Глімт  | Буде-Глімт  | 2          | 0          | 2          |  |  |            |            |            |            |            |  |  |       |       |       |
|  | Буде-Глімт          | Буде-Глімт          | 3               | 2               | 5               |                  |                 | 10 та 17 березня | 10 та 17 березня | 10 та 17 березня | 10 та 17 березня        | 10 та 17 березня |  |  | Рома        | Рома        | 1          | 4          | 5          |  |  |            |            |            |            |            |  |  |       |       |       |
|  | 17 та 24 лютого     | 17 та 24 лютого     | 17 та 24 лютого | 17 та 24 лютого | 17 та 24 лютого | Вітессе          | Вітессе         | 0                | 1                | 1                |                         |                  |  |  | Рома        | Рома        | 1          | 4          | 5          |  |  |            |            |            |            |            |  |  |       |       |       |
|  | 17 та 24 лютого     | 17 та 24 лютого     | 17 та 24 лютого | 17 та 24 лютого | 17 та 24 лютого | Вітессе          | Вітессе         | 0                | 1                | 1                | 25 травня – Ейр Албанія |                  |  |  |             |             |            |            |            |  |  |            |            |            |            |            |  |  |       |       |       |
|  | Рапід               | Рапід               | 2               | 0               | 2               |                  |                 | Рома             | Рома             | 1                | 1                       | 2                |  |  |             |             |            |            |            |  |  |            |            |            |            |            |  |  |       |       |       |
|  | Рапід               | Рапід               | 2               | 0               | 2               |                  |                 | Рома             | Рома             | 1                | 1                       | 2                |  |  | Рома        | Рома        | 1          |            |            |  |  |            |            |            |            |            |  |  |       |       |       |
|  | Вітессе             | Вітессе             | 1               | 2               | 3               |                  |                 | 10 та 17 березня | 10 та 17 березня | 10 та 17 березня | 10 та 17 березня        | 10 та 17 березня |  |  |             |             |            |            |            |  |  |            |            |            |            |            |  |  |       |       |       |
|  | Вітессе             | Вітессе             | 1               | 2               | 3               |                  |                 | 10 та 17 березня | 10 та 17 березня | 10 та 17 березня | 10 та 17 березня        | 10 та 17 березня |  |  | Феєнорд     | Феєнорд     | 0          |            |            |  |  |            |            |            |            |            |  |  |       |       |       |
|  | 17 та 24 лютого     | 17 та 24 лютого     | 17 та 24 лютого | 17 та 24 лютого | 17 та 24 лютого | Партизан         | Партизан        | 2                | 1                | 3                |                         |                  |  |  |             | Феєнорд     | 0          |            |            |  |  |            |            |            |            |            |  |  |       |       |       |
|  | 17 та 24 лютого     | 17 та 24 лютого     | 17 та 24 лютого | 17 та 24 лютого | 17 та 24 лютого | Партизан         | Партизан        | 2                | 1                | 3                | 7 та 14 квітня          |                  |  |  |             |             |            |            |            |  |  |            |            |            |            |            |  |  |       |       |       |
|  | Спарта              | Спарта              | 0               | 1               | 1               |                  |                 | Феєнорд          | Феєнорд          | 5                | 3                       | 8                |  |  |             |             |            |            |            |  |  |            |            |            |            |            |  |  |       |       |       |
|  | Спарта              | Спарта              | 0               | 1               | 1               |                  |                 | Феєнорд          | Феєнорд          | 5                | 3                       | 8                |  |  | Феєнорд     | Феєнорд     | 3          | 3          | 6          |  |  |            |            |            |            |            |  |  |       |       |       |
|  | Партизан            | Партизан            | 1               | 2               | 3               |                  |                 | 10 та 17 березня | 10 та 17 березня | 10 та 17 березня | 10 та 17 березня        | 10 та 17 березня |  |  | Феєнорд     | Феєнорд     | 3          | 3          | 6          |  |  |            |            |            |            |            |  |  |       |       |       |
|  | Партизан            | Партизан            | 1               | 2               | 3               |                  |                 | 10 та 17 березня | 10 та 17 березня | 10 та 17 березня | 10 та 17 березня        | 10 та 17 березня |  |  | Славія      | Славія      | 3          | 1          | 4          |  |  |            |            |            |            |            |  |  |       |       |       |
|  | 17 та 24 лютого     | 17 та 24 лютого     | 17 та 24 лютого | 17 та 24 лютого | 17 та 24 лютого | Славія           | Славія          | 4                | 3                | 7                |                         |                  |  |  | Славія      | Славія      | 3          | 1          | 4          |  |  |            |            |            |            |            |  |  |       |       |       |
|  | 17 та 24 лютого     | 17 та 24 лютого     | 17 та 24 лютого | 17 та 24 лютого | 17 та 24 лютого | Славія           | Славія          | 4                | 3                | 7                | 28 квітня та 5 травня   |                  |  |  |             |             |            |            |            |  |  |            |            |            |            |            |  |  |       |       |       |
|  | Фенербахче          | Фенербахче          | 2               | 2               | 4               |                  |                 | ЛАСК             | ЛАСК             | 1                | 4                       | 5                |  |  |             |             |            |            |            |  |  |            |            |            |            |            |  |  |       |       |       |
|  | Фенербахче          | Фенербахче          | 2               | 2               | 4               |                  |                 | ЛАСК             | ЛАСК             | 1                | 4                       | 5                |  |  | Феєнорд     | Феєнорд     | 3          | 0          | 3          |  |  |            |            |            |            |            |  |  |       |       |       |
|  | Славія              | Славія              | 3               | 3               | 6               |                  |                 | 10 та 17 березня | 10 та 17 березня | 10 та 17 березня | 10 та 17 березня        | 10 та 17 березня |  |  |             |             |            | 0          | 3          |  |  |            |            |            |            |            |  |  |       |       |       |
|  | Славія              | Славія              | 3               | 3               | 6               |                  |                 | 10 та 17 березня | 10 та 17 березня | 10 та 17 березня | 10 та 17 березня        | 10 та 17 березня |  |  | Марсель     | Марсель     | 2          | 0          | 2          |  |  |            |            |            |            |            |  |  |       |       |       |
|  | 17 та 24 лютого     | 17 та 24 лютого     | 17 та 24 лютого | 17 та 24 лютого | 17 та 24 лютого | Марсель          | Марсель         | 2                | 2                | 4                |                         |                  |  |  |             | Марсель     | 2          | 0          | 2          |  |  |            |            |            |            |            |  |  |       |       |       |
|  | 17 та 24 лютого     | 17 та 24 лютого     | 17 та 24 лютого | 17 та 24 лютого | 17 та 24 лютого | Марсель          | Марсель         | 2                | 2                | 4                | 7 та 14 квітня          |                  |  |  |             |             |            |            |            |  |  |            |            |            |            |            |  |  |       |       |       |
|  | Марсель             | Марсель             | 3               | 3               | 6               |                  |                 | Базель           | Базель           | 1                | 1                       | 2                |  |  |             |             |            |            |            |  |  |            |            |            |            |            |  |  |       |       |       |
|  | Марсель             | Марсель             | 3               | 3               | 6               |                  |                 | Базель           | Базель           | 1                | 1                       | 2                |  |  | Марсель     | Марсель     | 2          | 1          | 3          |  |  |            |            |            |            |            |  |  |       |       |       |
|  | Карабах             | Карабах             | 1               | 0               | 1               |                  |                 | 10 та 17 березня | 10 та 17 березня | 10 та 17 березня | 10 та 17 березня        | 10 та 17 березня |  |  | Марсель     | Марсель     | 2          | 1          | 3          |  |  |            |            |            |            |            |  |  |       |       |       |
|  | Карабах             | Карабах             | 1               | 0               | 1               |                  |                 | 10 та 17 березня | 10 та 17 березня | 10 та 17 березня | 10 та 17 березня        | 10 та 17 березня |  |  | ПАОК        | ПАОК        | 1          | 0          | 1          |  |  |            |            |            |            |            |  |  |       |       |       |
|  | 17 та 24 лютого     | 17 та 24 лютого     | 17 та 24 лютого | 17 та 24 лютого | 17 та 24 лютого | ПАОК             | ПАОК            | 1                | 2                | 3                |                         |                  |  |  | ПАОК        | ПАОК        | 1          | 0          | 1          |  |  |            |            |            |            |            |  |  |       |       |       |
|  | 17 та 24 лютого     | 17 та 24 лютого     | 17 та 24 лютого | 17 та 24 лютого | 17 та 24 лютого | ПАОК             | ПАОК            | 1                | 2                | 3                |                         |                  |  |  |             |             |            |            |            |  |  |            |            |            |            |            |  |  |       |       |       |
|  | Мідтьюлланн         | Мідтьюлланн         | 1               | 1               | 2 (3)           |                  |                 | Гент             | Гент             | 0                | 1                       | 1                |  |  |             |             |            |            |            |  |  |            |            |            |            |            |  |  |       |       |       |
|  | Мідтьюлланн         | Мідтьюлланн         | 1               | 1               | 2 (3)           |                  |                 | Гент             | Гент             | 0                | 1                       | 1                |  |  |             |             |            |            |            |  |  |            |            |            |            |            |  |  |       |       |       |
|  | ПАОК (пен.)         | ПАОК (пен.)         | 0               | 2               | 2 (5)           |                  |                 |                  |                  |                  |                         |                  |  |  |             |             |            |            |            |  |  |            |            |            |            |            |  |  |       |       |       |
|  | ПАОК (пен.)         | ПАОК (пен.)         | 0               | 2               | 2 (5)           |                  |                 |                  |                  |                  |                         |                  |  |  |             |             |            |            |            |  |  |            |            |            |            |            |  |  |       |       |       |

## Стикові матчі
Жеребкування відбулося 13 грудня 2021 року о 15:00 (14:00 CET).

### Результати
Перші матчі відбулися 17 лютого 2022 року, матчі-відповіді — 24 лютого.
| Команда 1   | Заг.           | Команда 2           | 1-й матч | 2-й матч |
| ----------- | -------------- | ------------------- | -------- | -------- |
| Марсель     | 6:1            | Карабах             | 3:1      | 3:0      |
| ПСВ         | 2:1            | Маккабі (Тель-Авів) | 1:0      | 1:1      |
| Фенербахче  | 4:6            | Славія              | 2:3      | 2:3      |
| Мідтьюлланн | 2:2 (пен. 3:5) | ПАОК                | 1:0      | 1:2 (дч) |
| Лестер Сіті | 7:2            | Раннерс             | 4:1      | 3:1      |
| Селтік      | 1:5            | Буде-Глімт          | 1:3      | 0:2      |
| Спарта      | 1:3            | Партизан            | 0:1      | 1:2      |
| Рапід       | 2:3            | Вітессе             | 2:1      | 0:2      |

| 17 лютого 2022 22:00 (21:00 CET) |

| Марсель                       | 3:1      | Карабах    |
| ----------------------------- | -------- | ---------- |
| - Мілік 41', 44' - Паєт 90+2' | Протокол | - Каді 85' |

| Велодром, Марсель Арбітр: Никола Дабанович (Чорногорія) |

| 24 лютого 2022 19:45 (21:45 AZT) |

| Карабах | 0:3      | Марсель                                      |
| ------- | -------- | -------------------------------------------- |
|         | Протокол | - Гує 12' - Гендузі 77' - де ла Фуенте 90+2' |

| ім. Тофіка Бахрамова, Баку Арбітр: Бартош Франковський (Польща) |

| 17 лютого 2022 19:45 (18:45 CET) |

| ПСВ         | 1:0      | Маккабі (Тель-Авів) |
| ----------- | -------- | ------------------- |
| - Гакпо 11' | Протокол |                     |

| Філіпс, Ейндговен Арбітр: Гленн Нюберг (Швеція) |

| 24 лютого 2022 19:45 |

| Маккабі (Тель-Авів) | 1:1      | ПСВ             |
| ------------------- | -------- | --------------- |
| - Саборіт 90+1'     | Протокол | - Вертессен 85' |

| Блумфілд, Тель-Авів Арбітр: Гаральд Лехнер (Австрія) |

| 17 лютого 2022 19:45 (20:45 TRT) |

| Фенербахче                  | 2:3      | Славія                               |
| --------------------------- | -------- | ------------------------------------ |
| - Пелкас 58' - Кадіоглу 83' | Протокол | - Траоре 45' - Дорлі 62' - Лінгр 64' |

| Шюкрю Сараджоглу, Стамбул Арбітр: Мауріціо Маріані (Італія) |

| 24 лютого 2022 22:00 (21:00 CET) |

| Славія                     | 3:2      | Фенербахче               |
| -------------------------- | -------- | ------------------------ |
| - Шранц 19' - Сор 27', 63' | Протокол | - Яндаш 39' - Беріша 90' |

| Еден Арена, Прага Арбітр: Кріс Кавана (Англія) |

| 17 лютого 2022 19:45 (18:45 CET) |

| Мідтьюлланн     | 1:0      | ПАОК |
| --------------- | -------- | ---- |
| - Андерссон 20' | Протокол |      |

| MCH Арена, Гернінг Арбітр: Крейг Поусон (Англія) |

| 24 лютого 2022 22:00 |

| ПАОК                                        | 2:1      | Мідтьюлланн                     |
| ------------------------------------------- | -------- | ------------------------------- |
| - А. Живкович 20' - Вієйрінья 26'           | Протокол | - Хег 80'                       |
|                                             | Пенальті |                                 |
| - Чолак - Сідклей - Шваб - Мітріце - Куртич | 5:3      | - Маєр - Андерссон - Дюр - Лінд |

| Тумба, Салоніки Арбітр: Лоуренс Віссер (Бельгія) |

| 17 лютого 2022 22:00 (20:00 GMT) |

| Лестер Сіті                                            | 4:1      | Раннерс                   |
| ------------------------------------------------------ | -------- | ------------------------- |
| - Ндіді 23' - Барнс 49' - Дака 55' - Дьюзбері-Галл 74' | Протокол | - Хаммершвей-Містраті 45' |

| Кінг Павер, Лестер Арбітр: Раду Петреску (Румунія) |

| 24 лютого 2022 19:45 (18:45 CET) |

| Раннерс   | 1:3      | Лестер Сіті                    |
| --------- | -------- | ------------------------------ |
| - Оді 84' | Протокол | - Барнс 2' - Меддісон 70', 74' |

| Раннерс, Раннерс Арбітр: Ірфан Пельто (Боснія і Герцеговина) |

| 17 лютого 2022 22:00 (20:00 GMT) |

| Селтік      | 1:3      | Буде-Глімт                                    |
| ----------- | -------- | --------------------------------------------- |
| - Маеда 79' | Протокол | - Еспехорд 7' - Пельєгріно 55' - Ветлесен 81' |

| Селтік Парк, Глазго Арбітр: Андріс Трейманіс (Латвія) |

| 24 лютого 2022 19:45 (18:45 CET) |

| Буде-Глімт                     | 2:0      | Селтік |
| ------------------------------ | -------- | ------ |
| - Сульбаккен 9' - Ветлесен 69' | Протокол |        |

| Аспміра, Буде Арбітр: Сергій Іванов (Росія) |

| 17 лютого 2022 22:00 (21:00 CET) |

| Спарта | 0:1      | Партизан    |
| ------ | -------- | ----------- |
|        | Протокол | - Меніг 78' |

| Дженералі Арена, Прага Арбітр: Андреас Екберг (Швеція) |

| 24 лютого 2022 19:45 (18:45 CET) |

| Партизан          | 2:1      | Спарта       |
| ----------------- | -------- | ------------ |
| - Рікарду 7', 24' | Протокол | - Гложек 85' |

| Партизан, Белград Арбітр: Георгі Кабаков (Болгарія) |

| 17 лютого 2022 19:45 (18:45 CET) |

| Рапід                   | 2:1      | Вітессе      |
| ----------------------- | -------- | ------------ |
| - Дройф 1' - Грюлль 16' | Протокол | - Опенда 74' |

| Альянцштадіон, Відень Арбітр: Донатас Румшас (Литва) |

| 24 лютого 2022 22:00 (21:00 CET) |

| Вітессе               | 2:0      | Рапід |
| --------------------- | -------- | ----- |
| - Грбич 3' - Беро 19' | Протокол |       |

| ГелреДом, Арнем Арбітр: Якоб Кехлет (Данія) |

## 1/8 фіналу
Жеребкування відбулося 25 лютого 2021 року о 14:00 (13:00 CET).

### Результати
Перші матчі відбулися 10 березня 2022 року, а матчі-відповіді — 17 березня. 
| Команда 1   | Заг. | Команда 2  | 1-й матч | 2-й матч |
| ----------- | ---- | ---------- | -------- | -------- |
| Марсель     | 4:2  | Базель     | 2:1      | 2:1      |
| Лестер Сіті | 3:2  | Ренн       | 2:0      | 1:2      |
| ПАОК        | 3:1  | Гент       | 1:0      | 2:1      |
| Вітессе     | 1:2  | Рома       | 0:1      | 1:1      |
| ПСВ         | 8:4  | Копенгаген | 4:4      | 4:0      |
| Славія      | 7:5  | ЛАСК       | 4:1      | 3:4      |
| Буде-Глімт  | 4:3  | АЗ         | 2:1      | 2:2 (дч) |
| Партизан    | 3:8  | Феєнорд    | 2:5      | 1:3      |

| 10 березня 2022 22:00 (21:00 CET) |

| Марсель                 | 2:1      | Базель         |
| ----------------------- | -------- | -------------- |
| - Мілік 19' (пен.), 68' | Протокол | - Еспозіто 80' |

| Велодром, Марсель Арбітр: Ірфан Пельто (Боснія і Герцеговина) |

| 17 березня 2022 19:45 (18:45 CET) |

| Базель     | 1:2      | Марсель                    |
| ---------- | -------- | -------------------------- |
| - Ндоє 62' | Протокол | - Юндер 74' - Ронж'є 90+3' |

| Санкт-Якоб Парк, Базель Арбітр: Артур Діаш (Португалія) |

| 10 березня 2022 22:00 (20:00 GMT) |

| Лестер Сіті                      | 2:0      | Ренн |
| -------------------------------- | -------- | ---- |
| - Олбрайтон 30' - Іхеаначо 90+3' | Протокол |      |

| Кінг Павер, Лестер Арбітр: Орел Грінфельд (Ізраїль) |

| 17 березня 2022 19:45 (18:45 CET) |

| Ренн                   | 2:1      | Лестер Сіті  |
| ---------------------- | -------- | ------------ |
| - Буріжо 8' - Таїт 76' | Протокол | - Фофана 51' |

| Руазон-Парк, Ренн Арбітр: Анастасіос Сідіропулос (Греція) |

| 10 березня 2022 19:45 |

| ПАОК         | 1:0      | Гент |
| ------------ | -------- | ---- |
| - Куртич 58' | Протокол |      |

| Тумба, Салоніки Арбітр: Бартош Франковський (Польща) |

| 17 березня 2022 22:00 (21:00 CET) |

| Гент          | 1:2      | ПАОК                              |
| ------------- | -------- | --------------------------------- |
| - Депуатр 40' | Протокол | - Креспо 20' - Дуглас Аугусту 77' |

| Геламко Арена, Гент Арбітр: Даніель Зіберт (Німеччина) |

| 10 березня 2022 19:45 (18:45 CET) |

| Вітессе | 0:1      | Рома                    |
| ------- | -------- | ----------------------- |
|         | Протокол | - Сержіу Олівейра 45+1' |

| ГелреДом, Арнем Арбітр: Павел Рачковський (Польща) |

| 17 березня 2022 22:00 (21:00 CET) |

| Рома            | 1:1      | Вітессе      |
| --------------- | -------- | ------------ |
| - Абрагам 90+1' | Протокол | - Віттек 62' |

| Олімпійський, Рим Арбітр: Раду Петреску (Румунія) |

| 10 березня 2022 22:00 (21:00 CET) |

| ПСВ                                      | 4:4      | Копенгаген                                       |
| ---------------------------------------- | -------- | ------------------------------------------------ |
| - Гакпо 21', 70' - Доан 50' - Захаві 85' | Протокол | - Йоуганнессон 6' - Біель 23', 78' - Лерагер 43' |

| Філіпс, Ейндговен Арбітр: Крейг Поусон (Англія) |

| 17 березня 2022 19:45 (18:45 CET) |

| Копенгаген | 0:4      | ПСВ                                           |
| ---------- | -------- | --------------------------------------------- |
|            | Протокол | - Захаві 10', 79' - Гетце 38' - Мадуеке 90+1' |

| Паркен, Копенгаген Арбітр: Вільям Коллам (Шотландія) |

| 10 березня 2022 19:45 (18:45 CET) |

| Славія                                   | 4:1      | ЛАСК        |
| ---------------------------------------- | -------- | ----------- |
| - Сор 3', 29' - Олаїнка 83' - Траоре 85' | Протокол | - Балич 67' |

| Еден Арена, Прага Арбітр: Андріс Трейманіс (Латвія) |

| 17 березня 2022 22:00 (21:00 CET) |

| ЛАСК                                        | 4:3      | Славія                           |
| ------------------------------------------- | -------- | -------------------------------- |
| - Візінгер 36', 76' - Грубер 88' - Шміт 89' | Протокол | - Олаїнка 24' - Ба 37' - Сор 62' |

| НВ Арена, Санкт-Пельтен Арбітр: Лоуренс Віссер (Бельгія) |

| 10 березня 2022 22:00 (21:00 CET) |

| Буде-Глімт                                 | 2:1      | АЗ             |
| ------------------------------------------ | -------- | -------------- |
| - Пеллегріно 39' - Сульбаккен 90+1' (пен.) | Протокол | - Абухляль 73' |

| Аспміра, Буде Арбітр: Никола Дабанович (Чорногорія) |

| 17 березня 2022 19:45 (18:45 CET) |

| АЗ                  | 2:2 (дч) | Буде-Глімт                         |
| ------------------- | -------- | ---------------------------------- |
| - Павлідіс 18', 30' | Протокол | - Пеллегріно 26' - Сампстед 105+1' |

| АФАС, Алкмаар Арбітр: Іван Кружляк (Словаччина) |

| 10 березня 2022 19:45 (18:45 CET) |

| Партизан                | 2:5      | Феєнорд                                                             |
| ----------------------- | -------- | ------------------------------------------------------------------- |
| - Натхо 13' - Йович 46' | Протокол | - Торнстра 20', 77' - Дессерс 52' - Геертрейда 64' - Сіністерра 71' |

| Партизан, Белград Арбітр: Мауріціо Маріані (Італія) |

| 17 березня 2022 22:00 (21:00 CET) |

| Феєнорд                                  | 3:1      | Партизан      |
| ---------------------------------------- | -------- | ------------- |
| - Дессерс 45' - Нелсон 59' - Лінссен 90' | Протокол | - Рікарду 61' |

| Де Кейп, Роттердам Арбітр: Ентоні Тейлор (Англія) |

## 1/4 фіналу
Жеребкування відбулося 18 березня 2022 року о 14:30 (13:30 CET).

### Результати
Перші матчі відбулися 7 квітня 2022 року, матчі-відповіді — 14 квітня.
| Команда 1   | Заг. | Команда 2 | 1-й матч | 2-й матч |
| ----------- | ---- | --------- | -------- | -------- |
| Буде-Глімт  | 2:5  | Рома      | 2:1      | 0:4      |
| Феєнорд     | 6:4  | Славія    | 3:3      | 3:1      |
| Марсель     | 3:1  | ПАОК      | 2:1      | 1:0      |
| Лестер Сіті | 2:1  | ПСВ       | 0:0      | 2:1      |

| 7 квітня 2022 22:00 (21:00 CEST) |

| Буде-Глімт                   | 2:1      | Рома             |
| ---------------------------- | -------- | ---------------- |
| - Салтнес 56' - Ветлесен 89' | Протокол | - Пеллегріні 43' |

| Аспміра, Буде Арбітр: Сердар Гезюбююк (Нідерланди) |

| 14 квітня 2022 22:00 (21:00 CEST) |

| Рома                                  | 4:0      | Буде-Глімт |
| ------------------------------------- | -------- | ---------- |
| - Абрагам 5' - Дзаніоло 23', 29', 49' | Протокол |            |

| Олімпійський, Рим Арбітр: Хосе Марія Санчес (Іспанія) |

| 7 квітня 2022 19:45 (18:45 CEST) |

| Феєнорд                                   | 3:3      | Славія                                 |
| ----------------------------------------- | -------- | -------------------------------------- |
| - Сіністерра 10' - Сенесі 74' - Кекчю 86' | Протокол | - Олаїнка 41' - Сор 67' - Траоре 90+5' |

| Де Кейп, Роттердам Арбітр: Халіл Умут Мелер (Туреччина) |

| 14 квітня 2022 22:00 (21:00 CEST) |

| Славія       | 1:3      | Феєнорд                            |
| ------------ | -------- | ---------------------------------- |
| - Траоре 14' | Протокол | - Дессерс 2', 59' - Сіністерра 78' |

| Еден Арена, Прага Арбітр: Деніц Айтекін (Німеччина) |

| 7 квітня 2022 22:00 (21:00 CEST) |

| Марсель                 | 2:1      | ПАОК              |
| ----------------------- | -------- | ----------------- |
| - Жерсон 13' - Паєт 45' | Протокол | - Ель-Каддурі 48' |

| Велодром, Марсель Арбітр: Шимон Марциняк (Польща) |

| 14 квітня 2022 22:00 |

| ПАОК | 0:1      | Марсель    |
| ---- | -------- | ---------- |
|      | Протокол | - Паєт 34' |

| Тумба, Салоніки Арбітр: Данні Маккелі (Нідерланди) |

| 7 квітня 2022 22:00 (20:00 BST) |

| Лестер Сіті | 0:0      | ПСВ |
| ----------- | -------- | --- |
|             | Протокол |     |

| Кінг Павер, Лестер Арбітр: Іван Кружляк (Словаччина) |

| 14 квітня 2022 19:45 (18:45 CEST) |

| ПСВ          | 1:2      | Лестер Сіті                  |
| ------------ | -------- | ---------------------------- |
| - Захаві 27' | Протокол | - Меддісон 77' - Перейра 88' |

| Філіпс, Ейндговен Арбітр: Бенуа Бастьєн (Франція) |

## 1/2 фіналу
Жеребкування відбулося 18 березня 2022 року о 14:30 (13:30 CET).

### Результати
Перші матчі відбулися 28 квітня 2022 року, матчі-відповіді — 5 травня.
| Команда 1   | Заг. | Команда 2 | 1-й матч | 2-й матч |
| ----------- | ---- | --------- | -------- | -------- |
| Лестер Сіті | 1:2  | Рома      | 1:1      | 0:1      |
| Феєнорд     | 3:2  | Марсель   | 3:2      | 0:0      |

| 28 квітня 2022 22:00 (20:00 BST) |

| Лестер Сіті        | 1:1      | Рома             |
| ------------------ | -------- | ---------------- |
| - Манчіні 67' (аг) | Протокол | - Пеллегріні 15' |

| Кінг Павер, Лестер Арбітр: Карлос дель Серро Гранде (Іспанія) |

| 5 травня 2022 22:00 (21:00 CEST) |

| Рома          | 1:0      | Лестер Сіті |
| ------------- | -------- | ----------- |
| - Абрагам 11' | Протокол |             |

| Олімпійський, Рим Арбітр: Срджан Йованович (Сербія) |

| 28 квітня 2022 22:00 (21:00 CEST) |

| Феєнорд                             | 3:2      | Марсель                  |
| ----------------------------------- | -------- | ------------------------ |
| - Дессерс 18', 46' - Сіністерра 20' | Протокол | - Дьєнг 28' - Жерсон 40' |

| Де Кейп, Роттердам Арбітр: Майкл Олівер (Англія) |

| 5 травня 2022 22:00 (21:00 CEST) |

| Марсель | 0:0      | Феєнорд |
| ------- | -------- | ------- |
|         | Протокол |         |

| Велодром, Марсель Арбітр: Сандро Шерер (Швейцарія) |

## Фінал
Фінал відбудеться 25 травня 2022 року на стадіоні «Ейр Албанія» у Тирані. Жеребкування пройшло 18 березня 2022 о 14:30 (13:30 CET), після жеребкування 1/4 та 1/2 фіналу, для визначення адміністративного «господаря» матчу.
| 25 травня 2022 22:00 (21:00 CEST) |

| Рома           | 1:0      | Феєнорд |
| -------------- | -------- | ------- |
| - Дзаніоло 32' | Протокол |         |

| Ейр Албанія, Тирана Глядачів: 19 597 Арбітр: Іштван Ковач (Румунія) |

## Позначки
1. ↑  Для матчів до 26 березня 2021 (стикові матчі та 1/8 фіналу) — EET (UTC+2), а для решти матчів (1/4, 1/2 фіналу та фінал) — EEST (UTC+3).
2. ↑  Домашні матчі Карабаху були перенесені на  стадіон ім. Тофіка Бахрамова, оскільки їх домашній стадіон — Азерсун Арена у Баку — не відповідає вимогам УЄФА.